# Scopelophila cataractae
Scopelophila cataractae är en bladmossart som beskrevs av Brotherus 1902. Scopelophila cataractae ingår i släktet Scopelophila och familjen Pottiaceae. Inga underarter finns listade i Catalogue of Life.